# Unione Sportiva Avellino 1998-1999
Questa voce raccoglie le informazioni riguardanti l'Unione Sportiva Avellino nelle competizioni ufficiali della stagione 1998-1999.

## Stagione
Nella stagione 1998-1999 l'Avellino disputa il girone B del campionato di Serie C1, raccoglie 43 punti con il decimo posto finale. Allenati da Gabriele Geretto gli irpini ottengono 21 punti nel girone di andata e 22 punti nel girone di ritorno, chiudendo il torneo con solo due punti sopra la zona Play-out. Nella Coppa Italia di Serie C i biancoverdi disputano il girone P di qualificazione raccogliendo tre vittorie, non sufficienti però per vincere il girone, che ha promosso il Nardò con 10 punti, promosso ai sedicesimi di finale.

## Rosa
| N. |                   | Ruolo | Calciatore              |
| -- | ----------------- | ----- | ----------------------- |
|    | Italia (bandiera) | P     | Luigi Sassanelli        |
|    | Italia (bandiera) | P     | Pasquale Visconti       |
|    | Italia (bandiera) | D     | Emilio Abeni            |
|    | Italia (bandiera) | D     | Igor Bertoncelli        |
|    | Italia (bandiera) | D     | Davide De Filippis      |
|    | Italia (bandiera) | D     | Simone Dei Medici       |
|    | Italia (bandiera) | D     | Massimo De Martis       |
|    | Italia (bandiera) | D     | Giuseppe Di Meo         |
|    | Italia (bandiera) | D     | Massimiliano Farris     |
|    | Italia (bandiera) | D     | Gaetano Lonardo         |
|    | Italia (bandiera) | D     | Stefano Trinchera ()    |
|    | Italia (bandiera) | C     | Enrico Maria Amore      |
|    | Italia (bandiera) | C     | Giuseppe Anaclerio      |
|    | Italia (bandiera) | C     | Antonio Bitetti         |
|    | Spagna (bandiera) | C     | Emilio Fernando Cabrera |
|    | Italia (bandiera) | C     | Luigi D'Alessio         |

| N. |                       | Ruolo | Calciatore          |
| -- | --------------------- | ----- | ------------------- |
|    | Italia (bandiera)     | C     | Aldo Dolcetti       |
|    | Italia (bandiera)     | C     | Domenico Giugliano  |
|    | Italia (bandiera)     | C     | Marco Pelliccia     |
|    | Italia (bandiera)     | C     | Gaetano Pirone      |
|    | Italia (bandiera)     | C     | Gabriele Setti      |
|    | Portogallo (bandiera) | C     | Lopes Zacarias      |
|    | Italia (bandiera)     | A     | Luigi Artiaco       |
|    | Italia (bandiera)     | A     | Claudio Doria       |
|    | Italia (bandiera)     | A     | Massimiliano Fanesi |
|    | Portogallo (bandiera) | A     | Gil Gomes           |
|    | Italia (bandiera)     | A     | Marco Nichetti      |
|    | Italia (bandiera)     | A     | Mirko Pagliarini    |
|    | Italia (bandiera)     | A     | Walter Piccioni     |
|    | Italia (bandiera)     | A     | Gaetano Pignalosa   |
|    | Italia (bandiera)     | A     | Antonio Rizzolo     |
|    | Italia (bandiera)     | A     | Paolo Zirafa        |

## Risultati

### Campionato

#### Girone di andata
| Arbitro: | Calcagno (Nichelino) |

|                               |           |              |
| De Filippis 52’ Trinchera 76’ | Marcatori | 33’ O. Russo |

| Arbitro: | Soffritti (Ferrara) |

|              |           |  |
| Pandolfi 83’ | Marcatori |  |

| Arbitro: | Niccolai (Livorno) |

|                          |           |               |
| S. Alfieri 42’ Frati 71’ | Marcatori | 66’ Anaclerio |

| Avellino 27 settembre 1998 4ª giornata | Avellino           | 0 – 0 | Gualdo | Stadio Partenio\| Arbitro: \| Griselli (Livorno) \| |
| Arbitro:                               | Griselli (Livorno) |       |        |                                                     |

| Arbitro: | Zaltron (Bassano del Grappa) |

|                     |           |  |
| Martinetti 52’, 70’ | Marcatori |  |

| Avellino 11 ottobre 1998 6ª giornata | Avellino        | 0 – 0 | Giulianova | Stadio Partenio\| Arbitro: \| Maselli (Lucca) \| |
| Arbitro:                             | Maselli (Lucca) |       |            |                                                  |

| Arbitro: | Lion (Padova) |

|               |           |  |
| De Feudis 51’ | Marcatori |  |

| Arbitro: | Borelli (Roma) |

|               |           |  |
| Giugliano 15’ | Marcatori |  |

| Battipaglia 8 novembre 1998 9ª giornata | Battipagliese          | 0 – 0 | Avellino | Stadio Luigi Pastena\| Arbitro: \| Alario (Civitavecchia) \| |
| Arbitro:                                | Alario (Civitavecchia) |       |          |                                                              |

| Arbitro: | Sofritti (Ferrara) |

|                                        |           |  |
| W. Piccioni 83’ Trinchera 90+3’ (rig.) | Marcatori |  |

| Roma 21 novembre 1998 11ª giornata | Lodigiani          | 0 – 0 | Avellino | Stadio Flaminio\| Arbitro: \| Ayroldi (Molfetta) \| |
| Arbitro:                           | Ayroldi (Molfetta) |       |          |                                                     |

| Arbitro: | Dondarini (Finale Emilia) |

|            |           |            |
| Zirafa 59’ | Marcatori | 39’ Ceredi |

| Arbitro: | Linfatici (Viareggio) |

|              |           |            |
| C. Russo 68’ | Marcatori | 80’ Zirafa |

| Avellino 13 dicembre 1998 14ª giornata | Avellino        | 0 – 0 | Juve Stabia | Stadio Partenio\| Arbitro: \| Maselli (Lucca) \| |
| Arbitro:                               | Maselli (Lucca) |       |             |                                                  |

| Arbitro: | Soffritti (Ferrara) |

|                 |           |  |
| Zirafa 11’, 86’ | Marcatori |  |

| Catania 23 dicembre 1998 16ª giornata | Atletico Catania          | 0 – 0 | Avellino | Stadio Cibali\| Arbitro: \| Dondarini (Finale Emilia) \| |
| Arbitro:                              | Dondarini (Finale Emilia) |       |          |                                                          |

| Arbitro: | Alario (Civitavecchia) |

|               |           |          |
| Trinchera 65’ | Marcatori | 75’ Evra |

#### Girone di ritorno
| Arbitro: | Cavuoti (Vasto) |

|  |           |                      |
|  | Marcatori | 43’ (rig.) Trinchera |

| Arbitro: | Zaltron (Bassano del Grappa) |

|                |           |                 |
| W. Piccioni 5’ | Marcatori | 16’ Di Venanzio |

| Arbitro: | D'Agostini (Frosinone) |

|  |           |           |
|  | Marcatori | 86’ Frati |

| Arbitro: | Bianco (Mestre) |

|                          |           |                           |
| Micciola 5’ Bellotti 40’ | Marcatori | 6’ Trinchera 90+2’ Pirone |

| Arbitro: | Saccani (Mantova) |

|                      |           |  |
| Trinchera 40’ (rig.) | Marcatori |  |

| Giulianova 21 febbraio 1999 23ª giornata | Giulianova     | 0 – 0 | Avellino | Stadio Rubens Fadini\| Arbitro: \| Zenere (Schio) \| |
| Arbitro:                                 | Zenere (Schio) |       |          |                                                      |

| Arbitro: | Lambertini (Bologna) |

|             |           |                     |
| Rizzolo 56’ | Marcatori | 7’ (rig.) Oshadogan |

| Arbitro: | Palmieri (Cosenza) |

|                              |           |                      |
| Battaglia 63’ L. Landini 84’ | Marcatori | 76’ (rig.) Trinchera |

| Arbitro: | Sofritti (Ferrara) |

|                               |           |  |
| Bertoncelli 49’ Bitetti 90+4’ | Marcatori |  |

| Castel di Sangro 28 marzo 1999 27ª giornata | Castel di Sangro | 0 – 0 | Avellino | Stadio Teofilo Patini\| Arbitro: \| Borelli (Roma) \| |
| Arbitro:                                    | Borelli (Roma)   |       |          |                                                       |

| Avellino 3 aprile 1999 28ª giornata | Avellino                  | 0 – 0 | Lodigiani | Stadio Partenio\| Arbitro: \| Dondarini (Finale Emilia) \| |
| Arbitro:                            | Dondarini (Finale Emilia) |       |           |                                                            |

| Arbitro: | Soffritti (Ferrara) |

|                |           |             |
| Scichilone 64’ | Marcatori | 59’ Rizzolo |

| Arbitro: | Girardi (San Donà di Piave) |

|                            |           |  |
| Di Meo 18’ Bertoncelli 58’ | Marcatori |  |

| Arbitro: | Trefoloni (Siena) |

|                         |           |            |
| D. Di Nicola 41’ (rig.) | Marcatori | 90’ Fanesi |

| Palermo 2 maggio 1999 32ª giornata | Palermo           | 0 – 0 | Avellino | Stadio La Favorita\| Arbitro: \| Cruciani (Pesaro) \| |
| Arbitro:                           | Cruciani (Pesaro) |       |          |                                                       |

| Arbitro: | Ioseffi (Siena) |

|  |           |                            |
|  | Marcatori | 22’ Grimaudo 68’ Cardinale |

| Marsala 16 maggio 1999 34ª giornata | Marsala            | 0 – 0 | Avellino | Stadio Municipale\| Arbitro: \| Ayroldi (Molfetta) \| |
| Arbitro:                            | Ayroldi (Molfetta) |       |          |                                                       |

### Coppa Italia di Serie C

#### Girone P
| Arbitro: | Ardito (Bari) |

|               |           |  |
| Giugliano 22’ | Marcatori |  |

| Arbitro: | Lombardi (Lanciano) |

|  |           |                                                      |
|  | Marcatori | 2’, 14’ Gomes 50’ De Filippis 64’ (rig.), 76’ Fanesi |

| Arbitro: | Santucci (Reggio Calabria) |

|  |           |              |
|  | Marcatori | 45+2’ Monaco |

| 9 settembre 1998 4ª giornata |  | – Turno di riposo Avellino |  |  |

| Arbitro: | Ciccoianni (Ascoli Piceno) |

|  |           |           |
|  | Marcatori | 61’ Doria |